# Stülpner, zbójnik z gór
Stülpner, zbójnik z gór – enerdowski siedmioodcinkowy serial telewizyjny z 1973, emitowany przez polską telewizję (TVP2) we wrześniu i październiku 1978. Tytułową rolę zagrał Manfred Krug, znany również jako piosenkarz.

## Obsada
- Manfred Krug – jako Karl Stülpner
- Agnes Kraus
- Renate Reinecke
- Jan Pohan
- Jaecki Schwarz
- Peter Sodann
- Armin Mueller-Stahl
- Ralph Borgward
- Thomas Langhoff